# Стоктон (Нью-Йорк)
Стоктон (англ. Stockton) — місто (англ. town) в США, в окрузі Чотоква штату Нью-Йорк. Населення — 2044 особи (2020).

## Демографія
Згідно з переписом 2010 року, у місті мешкало 2248 осіб у 897 домогосподарствах у складі 631 родини. Було 1141 помешкання
Расовий склад населення:
| - 97,5 % — білих - 0,4 % — чорних або афроамериканців - 0,3 % — азіатів - 0,1 % — корінних американців |

До двох чи більше рас належало 1,2 %. Частка іспаномовних становила 1,4 % від усіх жителів.
За віковим діапазоном населення розподілялося таким чином: 23,3 % — особи молодші 18 років, 61,7 % — особи у віці 18—64 років, 15,0 % — особи у віці 65 років та старші. Медіана віку мешканця становила 42,2 року. На 100 осіб жіночої статі у місті припадало 98,4 чоловіків;  на 100 жінок у віці від 18 років та старших — 101,4 чоловіків також старших 18 років.
Середній дохід на одне домашнє господарство  становив 58 007 доларів США (медіана — 51 713), а середній дохід на одну сім'ю — 62 713 долари (медіана — 58 438). Медіана доходів становила 49 375 доларів для чоловіків та 37 802 долари для жінок. За межею бідності перебувало 22,0 % осіб, у тому числі 44,9 % дітей у віці до 18 років та 6,6 % осіб у віці 65 років та старших.
Цивільне працевлаштоване населення становило 908 осіб. Основні галузі зайнятості: освіта, охорона здоров'я та соціальна допомога — 23,9 %, виробництво — 22,7 %, мистецтво, розваги та відпочинок — 9,3 %, роздрібна торгівля — 8,7 %.